# Monhystera macrolabiata
Monhystera macrolabiata is een rondwormensoort uit de familie van de Monhysteridae. De wetenschappelijke naam van de soort is voor het eerst geldig gepubliceerd in 1928 door Kreis.